# Stephan Rabitsch
Stephan Rabitsch (Klagenfurt, Austria, 28 de junio de 1991) es un ciclista austriaco.

## Palmarés
2016
- 1 etapa del Tour de Eslovaquia
- Oberösterreichrundfahrt

2017
- Oberösterreichrundfahrt, más 1 etapa

2018
- Rhône-Alpes Isère Tour, más 1 etapa[1]
- París-Arrás Tour, más 1 etapa
- Oberösterreichrundfahrt, más 2 etapas

## Equipos
- Arbö Gourmetfein Wels (2010-2013)
  - Arbö Gourmetfein Wels (2010)
  - RC Arbö Gourmetfein Wels (2011)
  - RC Arbö Wels Gourmetfein (2012)
  - Gourmetfein Simplon (2013)
- Amplatz-BMC (2014)
- Team Felbermayr-Simplon Wels (2015-2021)